# Execution Ground
Execution Ground – wydany w 1994 roku album grupy Painkiller. Zarejestrowana na płycie muzyka jest połączeniem improwizacji, jazzu, dubu i death metalu, jednocześnie będąc mniej "ciężką" od innych wydawnictw grupy. Album został wydany jako wydawnictwo dwupłytowe, przy czym drugi dysk zatytułowany jest Ambient i zawiera alternatywne wersje dwóch z trzech utworów z dysku pierwszego.

## Lista utworów
| 1. | "Parish of Tama (Ossuary Dub)" | 16:05   |
|    |                                |         |
| 2. | "Morning of Balachaturdasi"    | 14:45   |
|    |                                |         |
| 3. | "Pashupatinath"                | 13:47   |
|    |                                |         |
| 4. | "Pashupatinath (Ambient)"      | 20:00   |
|    |                                |         |
| 5. | "Parish of Tama (Ambient)"     | 19:19   |
|    |                                |         |
|    |                                | 1:23:56 |
|    |                                |         |

## Muzycy
- John Zorn - saksofon altowy, wokale
- Bill Laswell - gitara basowa, sampling
- Mick Harris - perkusja, sampling, wokale